# Котва
Котвата (морска) е тежък предмет, в днешно време изработван най-често от метал, служещ за временно закрепване на плавателен съд към морското или речно дъно чрез въже или котвена верига в определена точка. Котвите могат да се разделят на два основни класа: постоянни и временни. Постоянните котви (швартови) рядко се преместват от местата си, обикновен кораб не би могъл да ги повдигне и премести, обикновено те са съоръжени с помощни средства (буй) за улесняване на швартоването, местоположението им е точно определено, изработени са от бетон, обект са на постоянно наблюдение и поддръжка от собствениците – най-често пристанища. Временната котва обикновено се носи от съответния плавателен съд, спуска се (отдава се) в избраната точка и се вдига на борда на кораба, когато той извършва преход. Необходимо е да се спомене и съществуването на плаващи котви, котвите които забавят придвижването на плавателните съдове, там където морските дълбочини не позволяват отдаването на котва или няма съоръжения за швартовка.
Предназначението на котвите е да противостоят на силите, стремящи се да преместят кораба привързан към тях. Има два начина, по които котвите изпълняват функцията си – чрез собствената си маса и чрез силата на зацепване за морското дъно. Макар че изглежда логично да мислим, че основните сили стремящи се да преместят кораба (респективно котвата) са вятърът и течението, практиката показва, че основен проблем за котвите е вертикалното движение на кораба, предизвикано от морското вълнение. Увеличаването на масата на котвата е решение, което не е приемливо, особено за товарните кораби (това е излишен товар), освен това увеличената маса на котвата изисква и по-големи съоръжения за нейното вдигане и спускане, по-сложни операции и т.н. – затова вниманието на конструкторите на съвременните котви е насочено към усъвършенстване на формата, а за моряците е важно да използват максимално комбинацията от техника на отдаване на котвата и форма на котвата за достигане на оптимална ефективност.